# Albinos (strugure)
Albinos este un vechi soi românesc de struguri.